# Вятская православная гимназия
Вятская православная гимназия во имя преподобного Трифона Вятского — среднее общеобразовательное учреждение с углублённым изучением русского языка и предметов православной культуры. Носит имя местночтимого святого Вятской и Пермской епархий преподобного Трифона Вятского. Находится в городе Кирове. Расположена в бывшем здании школы № 22.
Базовая школа городского информационно-методического центра управления образования администрации города Кирова по православной педагогике. Сооснователь и участник Ассоциации православных образовательных учреждений Приволжского Федерального округа.
Духовником гимназии является священник Сергий Гомаюнов, кандидат исторических наук, доцент.

## История
Вятская православная гимназия была основана летом 1998 года, учредителями выступили Администрация города Кирова, Вятская епархия и Российский детский фонд. В первый год было набрано два первых класса общей численностью 40 человек, работало 7 человек преподавательского состава. Вхождение в образовательный процесс происходило поэтапно. Первый выпускной класс был подготовлен в 2006—2007 учебном году.
В конце 2007 года при участии гимназии создана Ассоциация православных образовательных учреждений Приволжского Федерального округа. В мае 2008 года на базе гимназии проведён первый обучающий семинар для педагогов, входящих в Ассоциацию.

## Кружки
- «Буквица»
- «Воспитание искусством»
- «Народный танец»
- «Церковное пение»
- «Мастерская игрушки»
- «Театральная студия»